# Верховный суд Таиланда
Верховный суд Таиланда (тайск. ศาลฎีกา San Dika) — высший судебный орган Таиланда. Расположен в городе Бангкок, Таиланд, охватывает уголовные и гражданские дела всей страны. Работает независимо от Административного и Конституционного Суда. Решение Верховного суда является окончательным,  истец или ответчик не могут требовать дальнейших апелляций.
Члены Верховного суда назначаются из числа судей апелляционного суда, имеющих выслугу лет, обширные знания и опыт. В настоящее время  председателем Верховного Суда является г-н Cheep Jullamon.	

## История
Исторически в Таиланде не было Верховного Суда, поскольку Тайский монарх рассматривал все споры, будучи единственным высшим судебным органом. Граждане граждане обращались непосредственно к королю, когда он следовал вдоль своего маршрута по пути во дворец. Такая система существовала в Таиланде до начала эпохи Раттанакосин, времени правления короля Монгкуты (Рамы IV).
Во время правления Короля рамы V во Дворце была создано управление по обращениям граждан, а в 1891 году Король создал Министерство юстиции.  Закон о судьях 1909 года также был принят во время правления Рамы V. Новый закон определяет Верховный суд в качестве высшего суда в стране, после этого к королю больше обращались с жалобами.
После сиамской революции 1932 года Таиланд перешел на демократическую конституционную форму правления. Для внесения поправок в Судебный закон 1909 года был принят новый Судебный закон 1934 года. По новому закону суды были разделены на три уровня: суд первой инстанции, апелляционный суд и Верховный Суд.

## Юрисдикции
Верховный Суд Таиланда является высшей апелляционной инстанцией по всем гражданским и уголовным делам на всей территории королевства. Постановление Верховного Суда во всех случаях является окончательным.
Сторона, которая оспаривает решения, вынесенные судами первой инстанции, Апелляционным судом или апелляционными судами регионов, имеет право обжаловать решение нижестоящего суда в соответствии с условиями и обстоятельствами, как это требует закон.
Специализированные законы, такие как законы о труде, налоге, интеллектуальной собственности и международной торговле, позволяют сторонам обжаловать решения специализированных судов непосредственно в Верховном суде.

## Состав

Флаг Председателя Верховного суда Таиланда

В состав Суда входят президент, вице-президенты, секретарь и ряд судей. В современной юридической системе Председатель Верховного суда также является главой судов юстиции.
Кворум составляет не менее трех судей Верховного суда. В настоящее время Верховный суд разделяет судей внутри страны на 25 кворумов. В каждом кворуме есть три судьи.
Верховный суд имеет десять отделений для специализированных дел, а именно:
- Отделение по делам несовершеннолетних и семьи
- Отделение  труда
- Отделение по налогообложению
- Отделение интеллектуальной собственности и международной торговле, в том числе вопросы авторских прав
- Отделение банкротств
- Отделение политических деятелей
- Отделение торговли и экономики
- Отделение охраны окружающей среды
- Потребительское отделение
- Отделение выборов

Отдел политических деятелей в Верховном суде является новым подразделением, созданным в соответствии с Конституцией Королевства Таиланд BE 2540 (1997г.), для проведения суда над премьер-министром, членами Палаты представителей, сенаторами или другими политическими деятелями.  
Кроме того, в 2017 году были созданы три новых отделения, рассматривающие вопросы торговли людьми, коррупции и неправомерного поведения должностных лиц государства, а также вопросы, связанные с наркотиками.
В специализированных отделениях работают по девять судей, назначенным председателем Верховного Суда, и один главный  или председательствующий судья, который курирует работу отделения. Решение принимается большинством голосов судей.

## Процедура
После рассмотрения апелляции на решение суда нижней инстанции, Верховным судом будут назначены судьи и председатель процесса. Этот процедура часто занимает приблизительно 15 дней. Однако, существуют особые случаи, когда рассмотрение дела затрагивает вопрос: интеллектуальной собственности, налогов, банкротства или международной торговли. Кроме того,  уголовные дела, в которых подсудимые находятся под стражей. Такие дела имеют приоритет и рассматриваются в первую очередь .
Судебный процесс, когда Верховный суд предоставляет возможность истцу и ответчику привести факты и доказательства по делу, может занимать от нескольких месяцев и вплоть до окончательного решения по делу, которое принимают судьи.
После этого, суд выносит приговор, или распоряжение о решении. Затем, Исследовательским отделом может быть произведена проверка решения, или его утверждение. Этот процесс может занять до одного месяца. Процедура заканчивается передачей материалов дела судом Верховного суда в суд первой инстанции, в котором озвучивают окончательное решение. 